# James D. Watson
James Dewey Watson (n. 6 aprilie 1928, Chicago, Illinois, SUA) este un genetician, biolog și zoolog american. A studiat la Universitatea din Chicago și Universitatea Indiana, apoi a lucrat în Cavendish Laboratory al Universității din Cambridge (Anglia). Aici a descoperit, în 1953, în colaborare cu Francis Crick, structura ADN. Premiul Nobel pentru Fiziologie sau Medicină a fost acordat în 1962 lui Francis Crick, James Watson și Maurice Wilkins „pentru descoperirile lor privind structura moleculară a acizilor nucleici și semnificația sa pentru transferul de informație în materia vie”.